# Список коміксів про усесвіт Геллбоя

«Привіт, моє ім'я Геллбой»

Геллбой — це вигаданий персонаж коміксів видавництва Dark Horse Comics, котрого вигадав автор Майк Міньйола. За багато років у всесвіті цього героя з'явилися такі персонажі, як Ейб Сапієн, Лобстер Джонсон та інші.

## Комікси

### Оригінальна Колекція

#### Hellboy Volume 1: Seed of Destruction(Жовтень, 1994)
- Переклад: Геллбой Том 1: Зерня Руйнування
- Художник: Майк Міньйола
- Сценарист: Джон Бірн
- Включає: Seed of Destruction #1–4; Промо Геллбоя Майка Міньйоли (Сан Дієго Комік-Кон #2); Промо «The Mike Mignola's Hellboy: World's Greatest Paranormal Investigator» (Comics Buyer's Guide #1,070); Скетчбук і художня галерея.

#### Hellboy Volume 2: Wake the Devil(Травень, 1997)
- Переклад: Геллбой Том 2: Пробудження Диявола
- Автор: Майк Міньйола
- Художник: Майк Міньйола
- Колорист: Джеймс Сінклер
- Редактор: Скотт Аллі
- Включає: Wake the Devil #1–5.

#### Hellboy Volume 3: The Chained Coffin and Others(Серпень, 1998)
- Переклад: Геллбой Том 3: Скована Труна та Інші
- Автор: Майк Міньйола
- Художник: Майк Міньйола
- Колорист: Дейв Стюарт
- Редактор: Скотт Аллі
- Включає: The Chained Coffin (Dark Horse Presents #100-2)'; Різдвяний Випуск Геллбоя; Almost Colossus #1–2; The Corpse and the Iron Shoes; The Wolves of Saint August (Dark Horse Presents #88–91).

#### Hellboy Volume 4: The Right Hand of Doom(Квітень, 2000)
- Переклад: Геллбой Том 4: Права Рука Долі
- Автор: Майк Міньйола
- Художник: Майк Міньйола
- Колорист: Дейв Стюарт
- Редактор: Скотт Аллі
- Включає: Pancakes (Dark Horse Presents Annual 1999); The Nature of the Beast (Dark Horse Presents #151'); King Vold; Heads (from Abe Sapien: Drums of the Dead); Goodbye, Mr. Tod (Gary Gianni's The MonsterMen); The Vârcolac; The Right Hand of Doom (Dark Horse Presents Annual 1998; Box Full of Evil #1–2.

#### Hellboy Volume 5: Conqueror Worm(Лютий, 2002)
- Переклад: Геллбой Том 5: Хробак-Переможець
- Автор: Майк Міньйола
- Художник: Майк Міньйола
- Колорист: Дейв Стюарт
- Редактор: Скотт Аллі
- Включає: Conqueror Worm #1–4.

#### Hellboy Volume 6: Strange Places(Квітень, 2006)
- Переклад: Геллбой Том 6: Дивні Місця
- Автор: Майк Міньйола
- Художник: Майк Міньйола
- Колорист: Дейв Стюарт
- Редактор: Скотт Аллі
- Включає: The Island #1–2; The Third Wish #1–2.

#### Hellboy Volume 7: The Troll Witch and Others (Листопад, 2007)
- Переклад: Геллбой Том 7: Троль-Відьма та Інші
- Автор: Майк Міньйола
- Художник: Майк Міньйола, П. Крейг Рассел, Річард Корбен
- Колорист: Дейв Стюарт, Ловен Кіндзерскі
- Редактор: Скотт Аллі
- Включає: The Penanggalan (Hellboy Premiere Edition); The Hydra and The Lion (The Dark Horse Book of Monsters); The Troll Witch (The Dark Horse Book of Witchcraft); Dr. Carps Experiment (The Dark Horse Book of Hauntings); The Ghoul (The Dark Horse Book of The Dead); The Vampire of Prague; Makoma #1–2.

#### Hellboy Volume 8: Darkness Calls (Травень, 2008)
- Переклад: Геллбой Том 8: Темрява Кличе
- Автор: Майк Міньйола
- Художник: Дункан Фегредо
- Колорист: Дейв Стюарт
- Редактор: Скотт Аллі
- Включає: Darkness Calls #1–6.

#### Hellboy Volume 9: The Wild Hunt (Березень, 2010)
- Переклад: Геллбой Том 9: Дике Полювання
- Автор: Майк Міньйола
- Художник: Дункан Фегредо
- Колорист: Дейв Стюарт
- Редактор: Скотт Аллі
- Включає: Wild Hunt #1–8.

#### Hellboy Volume 10: The Crooked Man and Others (Червень, 2010)
- Переклад: Геллбой Том 10: Кривий Чоловік та Інші
- Автор: Майк Міньйола, Джошуа Дісарт
- Художник: Річард Корбен, Джейсон Шон Олександр, Дункан Фегредо
- Колорист: Дейв Стюарт
- Редактор: Скотт Аллі
- Включає: The Crooked Man #1–3; They That Go Down to the Sea in Ships; The Mole (Free Comic Book Day 2008); In the Chapel of Moloch.

#### Hellboy Volume 11: The Bride of Hell and Others (Жовтень, 2011)
- Переклад: Геллбой Том 11: Наречена Пекла та Інші
- Автор: Майк Міньйола
- Художник: Майк Міньйола, Річард Корбен, Кевін Ноулан, Скотт Хемптон
- Колорист: Кевін Ноулан, Дейв Стюарт
- Редактор: Скотт Аллі
- Включає: Hellboy in Mexico; Double Feature of Evil; The Sleeping and the Dead #1–2; The Bride of Hell; The Whittier Legacy; Buster Oakley Gets His Wish.

#### Hellboy Volume 12: The Storm and the Fury (Березень, 2012)
- Переклад: Геллбой Том 12: Шторм і Лють
- Автор: Майк Міньйола
- Художник: Дункан Фегредо
- Колорист: Дейв Стюарт
- Редактор: Скотт Аллі
- Включає: The Storm #1–3; The Fury #1–3.

#### Hellboy in Mexico (Квітень, 2016)
- Переклад: Геллбой в Мексиці
- Автор: Майк Міньйола
- Художник: Майк Міньйола, Річард Корбен, Мік МакМахон, Фабіо Мун, Габріель Ба
- Редактор: Скотт Аллі
- Включає: Hellboy in Mexico; House of the Living Dead; Hellboy versus the Aztec Mummy; Hellboy Gets Married; The Coffin Man; The Coffin Man 2: The Rematch.

### Геллбой в Пеклі

#### Hellboy in Hell Volume 1: The Descent (Травень, 2014)
- Переклад: Геллбой в Пеклі Том 1: Спуск
- Автор: Майк Міньйола
- Художник: Майк Міньйола
- Колорист: Дейв Стюарт
- Редактор: Скотт Аллі
- Включає: Hellboy in Hell #1–5.

#### Hellboy in Hell Volume 2: The Death Card (Жовтень, 2016)
- Переклад: Геллбой в Пеклі Том 2: Картка Смерті
- Автор: Майк Міньйола
- Художник: Майк Міньйола
- Колорист: Дейв Стюарт
- Редактор: Скотт Аллі
- Включає: Hellboy in Hell #6–10; The Exorcist of Vorsk.

### Бібліотечні видання
Кожен том включає великі додаткові матеріали, разом з раніше не виданими ескізами та малюнками.

#### Hellboy: Library Edition Volume I (Травень, 2008)
- Переклад: Геллбой, Бібліотечне Видання Том I
- Включає: Seed of Destruction та Wake the Devil.

#### Hellboy: Library Edition Volume II (Жовтень, 2008)
- Переклад: Геллбой: Бібліотечне Видання Том II
- Включає: The Chained Coffin and Others та The Right Hand of Doom.

#### Hellboy: Library Edition Volume III (Вересень, 2008)
- Переклад: Геллбой: Бібліотечне Видання Том III
- Включає: Conqueror Worm та Strange Places.

#### Hellboy: Library Edition Volume IV (Липень, 2011)
- Переклад: Геллбой: Бібліотечне Видання Том IV
- Включає: The Troll Witch and Others та The Crooked Man and Others без «The Mole».

#### Hellboy: Library Edition Volume V (Липень, 2012)
- Переклад: Геллбой: Бібліотечне Видання Том V
- Включає: Darkness Calls та The Wild Hunt, with «The Mole».

#### Hellboy: Library Edition Volume VI (Липень, 2013)
- Переклад: Геллбой: Бібліотечне Видання Том VI
- Включає: The Storm and the Fury та The Bride of Hell and Others.

#### Hellboy in Hell: Library Edition (Жовтень, 2017)
- Переклад: Геллбой в Пеклі: Бібліотечне Видання
- Включає: The Descent та The Death Card.

### Омнібас видання

#### Hellboy Omnibus Volume 1: Seed of Destruction (Червень, 2018)
- Переклад: Геллбой Омнібас Том 1: Зерня Руйнування
- Включає: Seed of Destruction #1–4, Wake the Devil #1–5, The Wolves of St. August, The Chained Coffin, Almost Colossus #1–2.

#### Hellboy Omnibus Volume 2: Strange Places (Липень, 2018)
- Переклад: Геллбой Омнібас Том 2: Дивні Місця
- Включає: Conqueror Worm #1–4, The Third Wish #1–2, The Island #1–2, Into the Silent Sea, The Right Hand of Doom, Box Full of Evil.

#### Hellboy Omnibus Volume 3: The Wild Hunt (Липень, 2018)
- Переклад: Геллбой Омнібас Том 3: Дике Полювання'
- Включає: Darkness Calls #1–6, The Wild Hunt #1–8, The Storm #1–3, The Fury #1–3, The Mole.

#### Hellboy Omnibus Volume 4: Hellboy in Hell (Вересень, 2018)
- Переклад: Геллбой Омнібас Том 4: Геллбой в Пеклі
- Включає: Hellboy in Hell #1-10, The Exorcist of Vorsk, The Magician and the Snake.

#### Hellboy: The Complete Short Stories Volume 1 (Червень, 2018)
- Переклад: Геллбой: Повне Оповідання Том 1
- Включає: The Corpse, Pancakes, The Nature of the Beast, King Vold, The Penanggalan, The Crooked Man #1-3, Hellboy in Mexico, Double Feature of Evil, Hellboy versus the Aztec Mummy, Hellboy Gets Married, The Coffin Man, The Coffin Man 2: The Rematch, The Midnight Circus, House of the Living Dead.

#### Hellboy: The Complete Short Stories Volume 2 (Серпень, 2018)
- Переклад: Геллбой: Повне Оповідання Том 2
- Включає: The Hydra and the Lion, The Troll Witch, The Baba Yaga, The Sleeping and the Dead, Heads, Goodbye Mister Tod, The Vârcolac, The Vampire of Prague, The Bride of Hell, The Whittier Legacy, Buster Oakley Gets His Wish, They That Go Down to the Sea in Ships, A Christmas Underground, Dr. Carp's Experiment, The Ghoul, In the Chapel of Moloch, Makoma #1-2.

## Комікси про Б. П. Р.О

#### B.P.R.D. Volume 1: Hollow Earth and Other Stories (Січень, 2003)
- Переклад: Б. П. Р. О. Том 1: Порожня Земля та Інші Історії
- Автор: Майк Міньйола, Крістофер Ґолден, Том Снігескі, Браян МакДональд.
- Художник: Майк Міньйола, Раян Сук, Метью Доу Сміт, Дерек Томпсон
- Колорист: Дейв Стюарт, Джеймс Сінклер
- Редактор: Скотт Аллі
- Включає: Hollow Earth #1–3, «B.P.R.D.» промо, The Killer in My Skull, Abe Sapien versus Science, Drums of the Dead, скетчбук.

#### B.P.R.D. Volume 2: The Soul of Venice and Other Stories (Серпень, 2004)
- Переклад: Б. П. Р. О. Том 2: Душа Венеції та Інші Історії
- Автор: Майлз Гантер, Майкл Ейвон, Брайан Августин, Джефф Джонс, Скотт Колінз, Джо Харріс
- Художник: Майкл Ейвон, Гай Девіс, Скотт Колінз, Дейв Стюарт, Камерон Стюарт
- Редактор: Скотт Аллі
- Включає: The Soul of Venice, Dark Waters, Night Train, There's Something Under My Bed, Another Day at the Office, скетчбук.

#### B.P.R.D. Volume 3: Plague of Frogs (Лютий, 2005)
- Переклад: Б. П. Р. О. Том 3: Жаб'яча Чума
- Автор: Майк Міньйола
- Художник: Ґай Девіс
- Редактор: Скотт Аллі
- Включає: Plague of Frogs #1–5, скетчбук.

#### B.P.R.D. Volume 4: The Dead (Вересень, 2005)
- Переклад: Б. П. Р. О. Том 4: Померлий
- Автор: Майк Міньйола, Джон Аркуді
- Художник: Ґай Девіс
- Колорист: Дейв Стюарт
- Редактор: Скотт Аллі
- Включає: Born Again, The Dead #1–5, скетчбук.

#### B.P.R.D. Volume 5: The Black Flame (Липень, 2006)
- Переклад: Б. П. Р. О. Том 5: Чорне Полум'я
- Автор: Майк Міньйола, Джон Аркуді
- Художник: Ґай Девіс
- Колорист: Дейв Стюарт
- Редактор: Скотт Аллі
- Включає: The Black Flame #1–6, скетчбук.

#### B.P.R.D. Volume 6: The Universal Machine (Січень, 2007)
- Переклад: Б. П. Р. О. Том 6: Універсальна Машина
- Автор: Майк Міньола, Джон Аркуді
- Художник: Ґай Девіс
- Колорист: Дейв Стюарт
- Редактор: Скотт Аллі
- Включає: The Universal Machine #1–5, скетчбук.

#### B.P.R.D. Volume 7: Garden of Souls (Січень, 2008)
- Переклад: Б. П. Р. О. Том 7: Сад Душ
- Автор: Майк Міньйола, Джон Аркуді
- Художник: Ґай Девіс
- Колорист: Дейв Стюарт
- Редактор: Скотт Аллі
- Включає: Garden of Souls #1–5, скетчбук.

#### B.P.R.D. Volume 8: Killing Ground (Травень, 2008)
- Переклад: Б. П. Р. О. Том 8: Вбивча Земля
- Автор: Майк Міньйола, Джон Акруді
- Художник: Ґай Девіс
- Колорист: Дейв Стюарт
- Редактор: Скотт Аллі
- Включає: Killing Ground #1–5, скетчбук.

#### B.P.R.D. Volume 9: 1946 (Листопад, 2008)
- Переклад: Б. П. Р. О. Том 9: 1946
- Автор: Майк Міньйола, Джошуа Дісарт
- Художник: Майк Міньйола, Пол Азасета
- Колорист: Нік Філарді
- Редактор: Скотт Аллі
- Включає: 1946 #1–5, Bishop Olek's Devil, скетчбук.

#### B.P.R.D. Volume 10: The Warning (Квітень, 2009)
- Переклад: Б. П. Р. О. Том 10: Попередження
- Автор: Майк Міньйола, Джон Аркуді
- Художник: Ґай Девіс
- Колорист: Дейв Стюарт
- Редактор: Скотт Аллі
- Включає: Out of Reach, The Warning #1–5, скетчбук.

#### B.P.R.D. Volume 11: The Black Goddess (Жовтень, 2009)
- Переклад: Б. П. Р. О. Том 11: Чорна Богиня
- Автор: Майк Міньйола, Джон Аркуді
- Художник: Ґай Девіс
- Колорист: Дейв Стюарт
- Редактор: Скотт Аллі
- Включає: The Black Goddess #1–5, скетчбук, «Latchkey Memories from Crab Point»

#### B.P.R.D. Volume 12: War on Frogs (Квітень, 2010)
- Переклад: Б. П. Р. О. Том 12: Війна з Жабами
- Автор: Майк Міньйола, Джон Аркуді
- Художник: Ґай Девіс, Пітер Снейберг
- Редактор: Скотт Аллі
- Включає: War on Frogs #1–4, Revival, скетчбук.

#### B.P.R.D. Volume 13: 1947 (Липень, 2010)
- Переклад: Б. П. Р. О. Том 13: 1947
- Автор: Майк Міньйола, Джошуа Дісарт
- Художник: Ґабріель Ба, Фабіо Мун
- Колорист: Дейв Стюарт
- Редактор: Скотт Аллі
- Включає: 1947 #1–5, And What Shall I Find There?, скетчбук.

#### B.P.R.D. Volume 14: King of Fear (Листопад, 2010)
- Переклад: Б. П. Р. О. Том 14: Король Страху
- Автор: Майк Міньйола
- Художник: Ґай Девіс
- Редактор: Скотт Аллі
- Включає: King of Fear #1–5, скетчбук.

#### B.P.R.D.: Being Human (Грудень, 2011)
- Переклад: Б. П. Р. О.: Людське Буття
- Автор: Майк Міньйола, Джон Аркуді, Скотт Аллі
- Художник: Річард Корбен, Бен Стенбек, Ґай Девіс
- Колорист: Дейв Стюарт
- Редактор: Скотт Аллі
- Включає: The Dead Remembered #1–3, Casualties, Being Human, The Ectoplasmic Man.

#### B.P.R.D.: 1948 (Вересень, 2013)
- Переклад: Б. П. Р. О.: 1948
- Автор: Майк Міньйола, Джон Аркуді
- Художник: Макс Фіумара
- Колорист: Дейв Стюарт
- Редактор: Скотт Аллі
- Включає: 1948 #1–5.

#### B.P.R.D.: Vampire (Листопад, 2013)
- Переклад: Б. П. Р. О.: Вампір
- Автор: Майк Міньйола, Фабіо Мун, Ґабріель Ба
- Художник: Фабіо Мун, Ґабріель Ба
- Колорист: Дейв Стюарт
- Редактор: Скотт Аллі
- Включає: Vampire #1–5.

### Б. П. Р. О.: Пекло на Землі

#### B.P.R.D.: Hell on Earth Volume 1: New World (Серпень, 2011)
- Переклад: Б. П. Р. О.: Пекло на Землі Том 1: Новий Світ
- Автор: Майк Міньйола, Джон Аркуді
- Художник: Ґай Девіс
- Колорист: Дейв Стюарт
- Редактор: Скотт Аллі
- Включає: New World #1–5, Seattle, скетчбук.

#### B.P.R.D.: Hell on Earth Volume 2: Gods and Monsters (Січень, 2012)
- Переклад: Б. П. Р. О.: Пекло на Землі Том 2: Боги та Монстри
- Автор: Майк Міньйола, Джон Аркуді
- Художник: Ґай Девіс, Тайлер Кук
- Колорист: Дейв Стюарт
- Редактор: Скотт Аллі
- Включає: Gods #1–3, Monsters #1–2, скетчбук.

#### B.P.R.D. Hell on Earth Volume 3: Russia (Серпень 2012)
- Переклад: Б. П. Р. О.: Пекло на Землі Том 3: Россія
- Автор: Майк Міньйола, Джон Аркуді
- Художник: Тайлер Кук
- Колорист: Дейв Стюарт
- Редактор: Скотт Аллі
- Включає: Russia #1–5, An Unmarked Grave, скетчбук.

#### B.P.R.D. Hell on Earth Volume 4: The Devil's Engine & The Long Death (Грудень, 2012)
- Переклад: Б. П. Р. О. Пекло на Землі Том 4: Дияволський Двигун і Довга Смерть
- Автор: Майк Міньйола, Джон Аркуді
- Художник: Джеймс Харрен, Тайлер Кук
- Колорист: Дейв Стюарт
- Редактор: Скотт Аллі
- Включає: The Devil's Engine #1–3, The Long Death #1–3.

#### B.P.R.D.: Hell on Earth Volume 5: The Pickens County Horror and Others (Липень, 2013)
- Переклад: Б. П. Р. О.: Пекло на Землі Том 5: Жах Округу Пікенс та інші
- Автор: Майк Міньйола, Скотт Аллі
- Художник: Джейсон Латур, Макс Фіумара, Джеймс Харрен
- Колорист: Дейв Стюарт
- Редактор: Скотт Аллі
- Включає: The Pickens County Horror #1–2, The Transformation of J.H. O'Donnell, The Abyss of Time #1–2.

#### B.P.R.D.: Hell on Earth Volume 6: The Return of the Master (Серпень, 2013)
- Переклад: Б. П. Р. О.: Пекло на Землі Том 6: Повернення Майстра
- Автор: Майк Міньйола, Джон Аркуді
- Художник: Тайлер Кук
- Колорист: Дейв Стюарт
- Редактор: Скотт Аллі
- Включає: The Return of the Master #1–5.

#### B.P.R.D.: Hell on Earth Volume 7: A Cold Day in Hell (Січень, 2014)
- Переклад: Б. П. Р. О.: Пекло на Землі Том 7: Холодний День в Пеклі
- Автор: Майк Міньйола, Джон Аркуді
- Художник: Пітер Снейберг, Лоренс Кемпбелл
- Колорист: Дейв Стюарт
- Редактор: Скотт Аллі
- Включає: A Cold Day in Hell #1–2, Wasteland'" #1–3.

#### B.P.R.D.: Hell on Earth Volume 8: Lake of Fire (Квітень, 2014)
- Переклад: Б. П. Р. О.: Пекло на Землі Том 8: Вогняне Озеро
- Автор: Майк Міньйола, Джон Аркуді
- Художник: Тайлер Кук
- Колорист: Дейв Стюарт
- Редактор: Скотт Аллі
- Включає: Lake of Fire #1–5.

#### B.P.R.D.: Hell on Earth Volume 9: The Reign of the Black Flame (Вересень, 2014)
- Переклад: Б. П. Р. О.: Пекло на Землі Том 9: Царство Чорного Полум'я
- Автор: Майк Міньйола, Джон Аркуді
- Художник: Джеймс Харрен
- Колорист: Дейв Стюарт
- Редактор: Скотт Аллі
- Включає: The Reign of The Black Flame #1–5.

#### B.P.R.D.: Hell on Earth Volume 10: The Devil's Wings (Лютий, 2015)
- Переклад: Б. П. Р. О.: Пекло на Землі Том 10: Крила Диявола
- Автор: Майк Міньйола, Джон Аркуді
- Художник: Лоренс Кемпбелл, Джо Куеріо, Тайлер Кук
- Колорист: Дейв Стюарт
- Редактор: Скотт Аллі
- Включає: The Devil's Wings #1–2, The Broken Equation #1–2, Grind.

#### B.P.R.D.: Hell on Earth Volume 11: Flesh And Stone (Вересень, 2015)
- Переклад: Б. П. Р. О.: Пекло на Землі Том 11: Плоть і Камінь
- Автор: Майк Міньйола, Джон Аркуді
- Художник: Джеймс Харрен
- Колорист: Дейв Стюарт
- Редактор: Скотт Аллі
- Включає: Flesh And Stone #1–5.

#### B.P.R.D.: Hell on Earth Volume 12: Metamorphosis (Грудень, 2015)
- Переклад: Б. П. Р. О.: Пекло на Землі Том 12: Метаморфоз
- Автор: Майк Міньйола, Джон Аркуді
- Художник: Пітер Снейберг, Юліан Тотіно Тедеско
- Колорист: Дейв Стюарт
- Редактор: Скотт Аллі
- Включає: B.P.R.D. Hell on Earth #130–#134.

#### B.P.R.D.: Hell on Earth Volume 13: End of Days (Травень, 2016)
- Переклад: Б. П. Р. О.: Пекло на Землі Том 13: Кінець Днів
- Автор: Майк Міньйола, Джон Аркуді
- Художник: Лоренс Кемпбелл
- Колорист: Дейв Стюарт
- Редактор: Скотт Аллі
- Включає: B.P.R.D. Hell on Earth #135–#139.

#### B.P.R.D.: Hell on Earth Volume 14: The Exorcist (Вересень, 2016)
- Переклад: Б. П. Р. О.: Пекло на Землі Том 14: Екзорцист
- Автор: Майк Міньйола, Камерон Стюарт, Кріс Роберсон
- Художник: Камерон Стюарт, Майк Нортон
- Колорист: Дейв Стюарт
- Редактор: Скотт Аллі
- Включає: B.P.R.D. Hell on Earth: Exorcism #1–#2, B.P.R.D. Hell on Earth #140–#142.

#### B.P.R.D.: Hell on Earth Volume 15: Cometh the Hour (Березень, 2017)
- Переклад: Б. П. Р. О.: Пекло на Землі Том 15: Час Настав
- Автор: Майк Міньйола, Джон Аркуді
- Художник: Лоренс Кемпбел
- Колорист: Дейв Стюарт
- Редактор: Скотт Аллі
- Включає: B.P.R.D. Hell on Earth #143–#147.

### Б. П. Р. О.: Диявол, Якого Ви Знаєте

#### B.P.R.D.: The Devil You Know Volume 1: Messiah (Квітень, 2018)
- Переклад: Б. П. Р. О.: Диявол, Якого Ви Знаєте Том 1: Мессія
- Автор: Майк Міньйола, Скотт Аллі
- Художник: Лоренс Кемпбел
- Колорист: Дейв Стюарт
- Редактор: Скотт Аллі
- Включає: B.P.R.D. The Devil You Know #148–#152.

#### B.P.R.D.: The Devil You Know Volume 2: Pandemonium (Лютий, 2019)
- Переклад: Б. П. Р. О.: Диявол, Якого Ви Знаєте Том 2: Пандемоніум
- Автор: Майк Міньйола, Скотт Аллі
- Художник: Себастьян Фьюмара, Лоренс Кемпбел
- Колорист: Дейв Стюарт
- Редактор: Скотт Аллі
- Включає: B.P.R.D.: The Devil You Know #6-#10

### Омнібас Видання

#### B.P.R.D.: Plague of Frogs, Volume 1 (Лютий, 2011)
- Переклад: Б. П. Р. О.: Жаб'яча Чума, Том 1
- Включає: Hollow Earth and Other Stories, The Soul of Venice and Other Stories, Plague of Frogs, розширений скетчбук.

#### B.P.R.D.: Plague of Frogs, Volume 2 (Серпень, 2011)
- Переклад: Б. П. Р. О.: Жаб'яча Чума, Том 2
- Включає: The Dead, The Black Flame, War on Frogs, розширений скетчбук.

#### B.P.R.D.: Plague of Frogs, Volume 3 (Квітень, 2012)
- Переклад: Б. П. Р. О.: Жаб'яча Чума, Том 3
- Включає: The Universal Machine, Garden of Souls, Killing Ground, розширений скетчбук.

#### B.P.R.D.: Plague of Frogs, Volume 4 (Листопад, 2012)
- Переклад: Б. П. Р. О.: Жаб'яча Чума, Том 4
- Включає: The Warning, The Black Goddess, King of Fear, розширений скетчбук.

#### B.P.R.D.: 1946—1948 (Червень, 2015)
- Переклад: Б. П. Р. О.: 1946—1948
- Включає: 1946, 1947, 1948.

#### B.P.R.D.: Hell on Earth, Volume 1 (Грудень, 2017)
- Переклад: Б. П. Р. О.: Пекло на Землі, Том 1
- Включає: New World, Gods and Monsters, Russia.

#### B.P.R.D.: Hell on Earth, Volume 2 (Квітень, 2018)
- Переклад: Б. П. Р. О.: Пекло на Землі, Том 2
- Включає: The Devil's Engine & The Long Death, The Pickens County Horror & Others, The Return of the Master.

#### B.P.R.D.: Hell on Earth, Volume 3 (Жовтень, 2018)
- Переклад: Б. П. Р. О.: Пекло на Землі, Том 3
- Включає: A Cold Day in Hell, Lake of Fire, The Reign of the Black Flame.

### Геллбой і Б. П. Р. О.

#### Hellboy and the B.P.R.D. 1952 (Серпень, 2015)
- Переклад: Геллбой і Б. П. Р. О. 1952
- Автор: Майк Міньйола, Джон Аркуді
- Художник: Алекс Малєєв
- Колорист: Дейв Стюарт
- Редактор: Скотт Аллі
- Включає: Hellboy and the B.P.R.D. 1952 #1–5.

#### Hellboy and the B.P.R.D. 1953 (Серпень, 2016)
- Переклад: Геллбой і Б. П. Р. О. 1953
- Автор: Майк Міньйола, Кріс Роберсон
- Художник: Бен Стенбек, Майкл Уолш
- Колорист: Дейв Стюарт
- Редактор: Скотт Аллі
- Включає: Hellboy and the B.P.R.D. 1953 #1–5.

#### Hellboy and the B.P.R.D. 1954 (Січень, 2018)
- Переклад: Геллбой і Б. П. Р. О. 1954
- Автор: Майк Міньйола, Кріс Роберсон
- Художник: Річард Корбен, Стівен Грін, Патрік Рейнольдс, Брайан Чурілла
- Колорист: Дейв Стюарт
- Редактор: Скотт Аллі
- Включає: Hellboy and the B.P.R.D. 1953 #1–5, Hellboy: The Mirror.

#### Hellboy and the B.P.R.D. 1955 (Червень, 2018)
- Автор: Майк Міньйола, Кріс Роберсон
- Художник: Шон Мартенбро, Брайан Чурілла, Паоло Рівера
- Колорист: Дейв Стюарт
- Редактор: Скотт Аллі
- Включає: Hellboy And The B.P.R.D.: 1955 Secret Nature, Occult Intelligence #1-#3, Burning Season.

## Комікси про Ейба Сапієна

### Abe Sapien Volume 1: The Drowning (Вересень, 2008)
- Переклад: Ейб Сапієн Том 1: Потоплення
- Автор: Майк Міньйола
- Художник: Джейсон Шон Олександр
- Колорист: Дейв Стюарт
- Включає: The Drowning #1–5, скетчбук.

### Abe Sapien Volume 2: The Devil Does Not Jest and Other Stories (Травень, 2012)
- Переклад: Ейб Сапієн Том 2: Диявол не Жартує та Інші Історії
- Автор: Майк Міньйола, Джон Аркуді
- Художник: Джеймс Харрен, Патрік Рейнольдс, Пітер Снейберг
- Колорист: Дейв Стюарт
- Редактор: Скотт Аллі
- Включає: The Haunted Boy, The Abyssal Plain #1–2, The Devil Does Not Jest #1–2.

### Abe Sapien Volume 3: The Dark and Terrible and the New Race of Man (Грудень, 2013)
- Переклад: Ейб Сапієн Том 3: Темно й Жахливо та Нова Раса Людини
- Автор: Майк Міньйола, Скотт Аллі, Джон Аркуді
- Художник: Себастьян Фьюмара, Макс Фьюмара
- Колорист: Дейв Стюарт
- Редактор: Скотт Аллі
- Включає: The Dark and Terrible #1–3, The New Race of Man #1–2.

### Abe Sapien Volume 4: The Shape of Things To Come (Липень, 2014)
- Переклад: Ейб Сапієн Том 4: Форма Настаючих Речей
- Автор: Майк Міньйола, Скотт Аллі
- Художник: Себастьян Фьюмара, Макс Фьюмара
- Колорист: Дейв Стюарт
- Редактор: Скотт Аллі
- Включає: The Shape of Things to Come #1–2, To The Last Man #1–3.

### Abe Sapien Volume 5: Sacred Place (Січень, 2015)
- Переклад: Ейб Сапієн Том 5: Святе Місце
- Автор: Майк Міньйола, Скотт Аллі
- Художник: Себастьян Фьюмара, Макс Фьюмара
- Колорист: Дейв Стюарт
- Редактор: Скотт Аллі
- Включає: The Garden, The Healer, Visions, Dreams, Fishin' and Sacred Places #1–2.

### Abe Sapien Volume 6: A Darkness So Great (Липень, 2015)
- Переклад: Ейб Сапієн Том 6: Темрява Така Велика
- Автор: Майк Міньйола, Скотт Аллі
- Художник: Себастьян Фьюмара, Макс Фьюмара
- Колорист: Дейв Стюарт
- Редактор: Скотт Аллі
- Включає: A Darkness So Great #1–5.

### Abe Sapien Volume 7: The Secret Fire (Червень 2016)
- Переклад: Ейб Сапієн Том 7: Секретний Вогонь
- Автор: Майк Міньйола, Скотт Аллі
- Художник: Себастьян Фьюмара, Макс Фьюмара
- Колорист: Дейв Стюарт
- Редактор: Скотт Аллі
- Включає: Abe Sapien #24–#26, #28–#29, #31.

### Abe Sapien Volume 8: The Desolate Shore (Січень, 2017)
- Переклад: Ейб Сапієн Том 8: Безлюдний Берег
- Автор: Майк Міньйола, Скотт Аллі
- Художники: Себастьян Фьюмара, Макс Фьюмара
- Колорист: Дейв Стюарт
- Редактор: Скотт Аллі
- Включає: Abe Sapien #32–#36.

### Abe Sapien Volume 9: Lost Lives and Other Stories (Червень, 2017)
- Переклад: Ейб Сапієн Том 9: Втрачені Життя та Інші Історії
- Автор: Майк Міньйола, Скотт Аллі, Джон Аркуді.
- Художник: Майкл Ейвон Омінґ, Марк Нельсон, Кевін Ноулан, Аліса Ґлушкова, Сантьяґо Карусо, Джуан Феррейра, Едуардо Феррейра
- Колорист: Дейв Стюарт, Джуан Феррейра, Едуардо Феррейра
- Редактор: Скотт Аллі
- Включає: Abe Sapien #6–#23, #27, #30; Abe Sapien: Subconscious #11.

### Омнібас видання

#### Abe Sapien: Dark and Terrible, Volume 1 (Листопад, 2017)
- Переклад: Ейб Сапієн: Темно й Жахливо, Том 1
- Включає: Dark and Terrible and The New Race of Man, The Shape of Things to Come, Sacred Places.

#### Abe Sapien: Dark and Terrible, Volume 2 (Березень, 2018)
- Переклад: Ейб Сапієн: Темно й Жахливо, Том 2
- Включає: A Darkness so Great, The Secret Fire, The Desolate Shore.

#### Abe Sapien: The Drowning and Other Stories (Липень, 2018)
- Переклад: Ейб Сапієн: Потоплення та Інші Історії
- Включає: The Drowning, The Devil Does Not Jest and Other Stories, Lost Lives and Other Stories.

## Комікси про Лобстера Джонсона

### Lobster Johnson Volume 1: The Iron Prometheus (Червень, 2008)
- Переклад: Лобстер Джонсон Том 1: Залізний Прометей
- Автор: Майк Міньйола
- Художник: Джейсон Армстронґ
- Колорист: Дейв Стюарт
- Редактор: Скотт Аллі
- Включає: The Iron Prometheus #1–5, скетчбук, The Secret History of Lobster Johnson.

### Lobster Johnson Volume 2: The Burning Hand (Листопад, 2012)
- Переклад: Лобстер Джонсон Том 2: Палаюча Рука
- Автор: Майк Міньйола, Джон Аркуді
- Художник: Тончі Зонджич
- Колорист: Дейв Стюарт
- Редактор: Скотт Аллі
- Включає: The Burning Hand #1–5.

### Lobster Johnson Volume 3: Satan Smells A Rat (Лютий, 2014)
- Переклад: Лобстер Джонсон Том 3: Сатана Пахне Щуром
- Автор: Майк Міньйола, Джон Аркуді
- Художник: Кевін Ноулан, Себастьян Фьюмара, Вілфредо Торрес, Тончі Зонджич, Джо К'юеріо
- Колорист: Дейв Стюарт
- Редактор: Скотт Аллі
- Включає: The Prayer of Neferu, Caput Mortuum, Satan Smells A Rat, A Scent of Lotus #1–2, Tony Masso's Finest Hour.

### Lobster Johnson Volume 4: Get The Lobster (Грудень, 2014)
- Переклад: Лобстер Джонсон Том 4: Піймати Лобстера
- Автор: Майк Міньйола, Джон Аркуді
- Художник: Тончі Зонджич
- Колорист: Дейв Стюарт
- Редактор: Скотт Аллі
- Включає: Get The Lobster #1–5.

### Lobster Johnson Volume 5: The Pirate's Ghost and Metal Monsters of Midtown (Грудень, 2017)
- Переклад: Лобстер Джонсон Том 5: Привид Пірата та Металеві Монстри Мідтауна
- Автор: Майк Міньйола, Джон Аркуді
- Художник: Тончі Зонджич
- Колорист: Дейв Стюарт
- Редактор: Скотт Аллі
- Включає: Metal Monsters of Midtown #1–3, The Pirate's Ghost #1–3.

### Lobster Johnson Volume 6: A Chain Forged in Life (Березень, 2018)
- Переклад: Лобстер Джонсон Том 6: Прикований до Життя
- Автор: Майк Міньйола, Джон Аркуді
- Художник: Бен Стенбек, Стівен Грін, Пітер Снейберг, Тоні Фейзула, Трой Ніксей, Кевін Ноулан
- Колорист: Дейв Стюарт
- Редактор: Скотт Аллі
- Включає: A Chain Forged In Life, The Glass Mantis, The Forgotten Man, Garden of Bones, Mangekyō.

## Комікси про Відьмолова

### Witchfinder Volume 1: In the Service of Angels (Квітень, 2010)
- Переклад: Відьмолов Том 1: На Службі в Ангелів
- Автор: Майк Міньйола
- Художник: Бен Стенбек
- Колорист: Дейв Стюарт
- Редактор: Скотт Аллі
- Включає: In the Service of Angels #1–5, Murderous Intent, The Burial of Katharine Baker, скетчбук.

### Witchfinder Volume 2: Lost and Gone Forever (Січень, 2012)
- Переклад: Відьмолов Том 2: Втрачені та Зниклі Назавжди
- Автор: Майк Міньйола, Джон Аркуді
- Художник: Джон Северін
- Колорист: Дейв Стюарт
- Редактор: Скотт Аллі
- Включає: Lost and Gone Forever #1–5, скетчбук.

### Witchfinder Volume 3: The Mysteries of Unland (Квітень, 2015)
- Переклад: Відьмолов Том 3: Таємниці Анленда
- Автор: Кім Ньюмен, Маура Макх'ю
- Художник: Тайлер Кук
- Колорист: Дейв Стюарт
- Редактор: Скотт Аллі
- Включає: The Mysteries of Unland #1–5, скетчбук.

### Witchfinder Volume 4: City of the Dead (Квітень, 2017)
- Переклад: Відьмолов Том 4: Місто Мертвих
- Автор: Майк Міньйола, Кріс Роберсон
- Художник: Бен Стенбек
- Колорист: Дейв Стюарт
- Редактор: Скотт Аллі
- Включає: City of the Dead #1–5, скетчбук.

## Інші канонічні комікси

### Sledgehammer 44 (Травень, 2014)
- Переклад: Кувалда 44
- Автор: Майк Міньйола, Джон Аркуді
- Художник: Джейсон Латур, Лоренс Кемпбелл
- Колорист: Дейв Стюарт
- Редактор: Скотт Аллі
- Включає: Sledgehammer 44 #1–2, Lightning War #1–3.

### Frankenstein Underground (Листопад, 2015)
- Переклад: Франкенштейн під Землею
- Автор: Майк Міньйола
- Художник: Бен Стенбек
- Колорист: Дейв Стюарт
- Редактор: Скотт Аллі
- Включає: Frankenstein Underground #1–5.

### Rise of the Black Flame (Травень, 2017)
- Переклад: Відродження Чорного Полум'я
- Автор: Майк Міньйола, Кріс Роберсон
- Художник: Крістофер Міттен
- Колорист: Дейв Стюарт
- Редактор: Скотт Аллі
- Включає: Rise of the Black Flame #1–5.

### The Visitor: How and Why He Stayed (Жовтень, 2017)
- Переклад: Відвідувач: Як і Чому Він Залишився
- Автор: Майк Міньйола, Кріс Роберсон
- Художник: Паул Ґріст
- Колорист: Дейв Стюарт
- Редактор: Скотт Аллі
- Включає: The Visitor: How and Why He Stayed #1–5, God Rest Ye Merry.

### Rasputin: The Voice of the Dragon (Листопад, 2017)
- Переклад: Распутін: Голос Дракона
- Автор: Майк Міньйола, Кріс Роберсон
- Художник: Крістофер Міттен
- Колорист: Дейв Стюарт
- Редактор: Скотт Аллі
- Включає: Rasputin: The Voice of the Dragon #1–5